# Lizza Bogado
María Lizzarella Bogado Cubilla (Asunción, 20 de febrero de 1961), más conocida como Lizza Bogado, es una cantante y compositora paraguaya. Con más de 40 años de trayectoria, ha representado a Paraguay en varias ocasiones participando en diversos escenarios internacionales.

## Trayectoria
Inició su carrera artística en 1981, cuando fue reconocida como mejor solista en el Festival de Ypacaraí, el principal festival folklórico de Paraguay. Posteriormente, lanzó seis discos y cinco casetes con repertorio paraguayo e internacional. Ha participado en producciones teatrales y zarzuelas, incluyendo Las Alegres Kygua Vera (1981), Me llaman el Arribeño (1982) y Vida y Muerte de Chirito Aldama (1993).
En 1985, representó a Paraguay en el Festival Iberoamericano de la Canción (OTI) en Sevilla, España, y en 1992 participó en la Exposición Universal de 1992 en la misma ciudad. Ese mismo año, recibió el trofeo Recuerdos de Ypacaraí y en 1993 fue premiada como mejor solista en el Festival Internacional de la Canción, celebrado en Quito, Ecuador.
Ha desarrollado una carrera internacional con presentaciones en Brasil, Argentina, Chile, Estados Unidos, Suecia, España, Bélgica, Rusia y Egipto. Fue la primera compositora paraguaya en actuar en la Ópera de Alejandría y en la Ópera de El Cairo. También ha participado en programas de radio y televisión en estos países, difundiendo la música y la cultura paraguaya. Tras vivir varios años en Estados Unidos, donde actuó en escenarios de Míchigan, Washington D. C., Boston y Nueva York, regresó a Paraguay y continuó con sus presentaciones.
Compuso la canción Un solo canto, himno del Bicentenario de Paraguay, difundido ampliamente en redes sociales.
Además de su actividad artística, dirige una escuela de canto y baile en su comunidad, brindando formación a jóvenes y permitiéndoles presentarse en escenarios nacionales e internacionales.
En junio de 2020, recibió el premio Maestra del Arte, otorgado por el Centro Cultural de la República El Cabildo, en reconocimiento a su trayectoria en la creación y gestión cultural.

## Vida personal y filantrópica
Lizza Bogado está casada desde 1985 con el periodista y abogado paraguayo Benjamín Fernández Bogado, con quien tiene tres hijos: Juan Pablo, Santiago y Jessica. En 1993, ambos fundaron la Fundación Libre, una organización orientada a promover valores democráticos y principios de libertad. La fundación colabora con organizaciones locales e internacionales en proyectos de desarrollo cultural y comunitario.